# Greg Yezersky
Greg Yezersky (ur. 8 sierpnia 1959 w Homlu) – amerykański inżynier, konsultant i wykładowca akademicki, twórca Ogólnej Teorii Innowacji (GTI).

## Początek kariery
Greg studiował w latach 1976 -1985 na Politechnice w Homlu inżynierię materiałową oraz systemy hydrauliczne. W roku 1983 dołączył do Klubu Kreatywnych Inżynierów w Homlu, gdzie po raz pierwszy zetknął się Teoria Rozwiązywania Innowacyjnych Zagadnień (TRIZ). Po przestudiowaniu dostępnych publikacji na temat TRIZ skontaktował się z Genrichem Altszullerem, twórcą TRIZ, który zachęcił do pogłębionych studiów nad swoją teorią. W 1985 roku Greg założył regionalną szkołę TRIZ w Homlu, której przewodził do wyjazdu do Stanów Zjednoczonych. Greg uzyskał certyfikat TRIZ od samego Genricha Altszullera w roku 1988. Oboje pozostali w kontakcie po wyjeździe Grega do USA. Publikacja Grega na temat TRIZ (napisana z Gregiem Frenklah) ukazała się w 1990.

## Kariera w Stanach Zjednoczonych
Greg przyjechał do Los Angeles 6 Marca 1990. Zaczął karierę jako konsultant, pracując jednocześnie nad własną teoria innowacji. W roku 1991 przeprowadził projekt dla NASA dotyczący pokładowych systemów podtrzymywania życia. W 1992 został współzałożycielem firmy doradczej używającej TRIZ o nazwie Ideation International w Santa Monica (California), w której prowadził projekty zajmujące się analizą TRIZ. Usługi te obejmowały rozwiązywanie złożonych problemów technicznych, redukcje kosztów oraz prognozy techniczne. Opuścił Ideation w roku 1995, aby kontynuować pracę nad swoją teorią oraz metodologiami biznesowymi, które zaczął używać w pracy niezależnego konsultanta. Po jednym z projektów dla firmy DaimlerChrysler dostaje propozycję dołączenia jako pracownik firmy. W DaimlerChrysler stworzył i prowadził program innowacji w dziale B&R. Celem programu była identyfikacja przyszłych potrzeb klientów, tworzenie koncepcji adresujących te potrzeby oraz ich wdrożenie w prototypach samochodów.

## Stworzenie Ogólnej Teorii Innowacji (GTI)

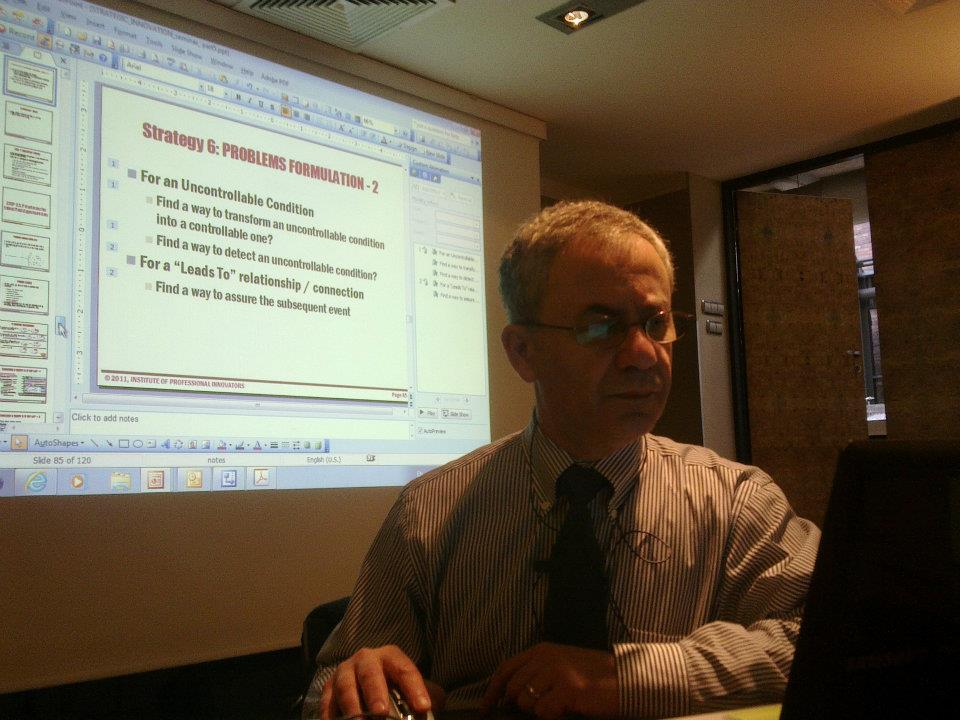
Greg w trakcie warsztatów

Pomysł na stworzenie teorii, która wychodziłaby poza ograniczenia TRIZ pojawiła się w roku 1987, a jej fundamenty powstały rok później, w roku 1988. Greg podzielił się pomysłem z Genrichem Altshullerem, który wsparł starania Grega, udzielając także kilku sugestii. Dalsze prace kontynuowane były w USA. W roku 2004 Greg uczestniczył w konferencji poświęconej przyszłości edukacji inżynierskiej na Uniwersytecie Michigan-Dearborn, prezentując wyniki swojej pracy. Po konferencji Greg otrzymał prozopopeję gościnnego wykładania na Uniwersytecie Michigan, gdzie do dziś prowadzi zajęcia z innowacji w ramach studiów inżynierskich. W roku 2005 teoria, zestaw metodologii oraz narzędzia i techniki, otrzymują nazwę Ogólnej Teorii Innowacji. Nazwę tę zasugerował dr Noel Leon Rovira, profesor Instituto Tecnológico y de Estudios Superiores de Monterrey (ITESM) w Meksyku. GTI jest obecnie jedyną naukową teorią w dziedzinie innowacji. W tym czasie Greg Yezersky założył Institute of Professional Innovators (IPI), którego celem jest rozpowszechnianie GTI oraz szersze udostępnienie innowacji. Po odejściu z DaimlerChrysler w 2007, Greg w pełni angażuje się w nauczanie GTI na całym świecie na wykładach otwartych oraz warsztatach dla dużych firm. Po wizycie w Polsce, wraz ze wspólnikami, postanawiają wydać podręcznik GTI, który pierwsze wydanie pojawiło się w Polsce w lipcu 2015. Wersja angielska oczekiwana jest w 2016.